# Mike Burton
Michael "Mike" J. Burton (Billings, 3 de julho de 1947) é um ex-nadador dos Estados Unidos, ganhador de três medalhas de ouro nos Jogos Olímpicos.
Quando Mike Burton era adolescente, foi atropelado por um caminhão de móveis, enquanto andava de bicicleta com um amigo. O acidente causou lesões, que fizeram ele ter que abandonar esportes de contato. Ele gostava de jogar futebol e basquetebol, mas o acidente o fez querer ser nadador.
Burton graduou-se na El Camino High School Fundamental.
Nos Jogos Olímpicos de Munique em 1972, Burton se tornou o único americano a ser bicampeão dos 1500 metros livres, retomando o recorde mundial no processo. Na primavera de 1972, ele tinha sido diagnosticado com uma deficiência de vitamina A, e nas seletivas americanas, mal tinha conseguido sua vaga olímpica, pois ficou em terceiro lugar na classificação.
A festa de seu bicampeonato histórico em Munique, no entanto, foi ofuscada pelo desempenho de Mark Spitz nesses jogos e pelo ataque terrorista, que ocorreu um dia depois de sua prova.
Foi detentor do recorde mundial dos 1500 metros livres três vezes: entre 1966 e 1968, entre 1968 e 1970, e entre 1972 e 1973.